# Florencio Bustinza
Florencio Bustinza Lachiondo (Liverpool, 7 de noviembre de 1902-Madrid, 10 de enero de 1982) fue un farmacéutico, científico y catedrático universitario español, académico de la Real Academia de Ciencias Exactas, Físicas y Naturales y de la Real Academia de Farmacia.

## Biografía
De padres vascos, comenzó sus estudios en el St. Joseph College de Dumfries en el Reino Unido, y siguió el bachillerato, ya en España, en Reus y Tarragona. Entre 1919 y 1926 cursó y se licenció en dos carreras en la Universidad Central de Madrid: Ciencias Naturales y Farmacia. Al finalizar ambas licenciaturas y durante un año, fue catedrático de instituto de enseñanza media en Salamanca primero y Oviedo después, hasta que obtuvo en 1927 una beca de la Junta para Ampliación de Estudios para estudiar Fisiología vegetal en la Universidad de Ginebra con Robert Chodat. En 1928 se doctoró en Farmacia con la tesis Contribución al estudio de la catalasa y sus aplicaciones a la farmacognosia, bromatología e higiene; al año siguiente se doctoró también en Ciencias Naturales con Contribución al estudio bioquímico de la chufa.
Ganó la cátedra de Agricultura del Instituto Cardenal Cisneros de Madrid en 1930. 
Durante la Guerra Civil estuvo acusado de ser separatista vasco y a punto de ser procesado por rebelión, habiendo sido salvado de ello gracias a las gestiones realizadas por su cuñado Gonzalo Rico Avello. 
Desde 1939 fue asimismo profesor auxiliar de Fisiología vegetal en la Universidad Central, cuya cátedra obtuvo por oposición en 1943.
Sin apenas medios, desarrolló su labor investigadora en los primeros años en un caserón —que terminó por derrumbarse— en el Jardín Botánico de Madrid. Ello no obstante, se le considera pionero de los estudios de enzimología en España. También estudió nuevas cepas de hongos que produjeran antibióticos, realizó investigaciones sobre la influencia de los antibióticos en la germinación de las semillas y estudió los procedentes de líquenes, materia esta última en la que fue uno de los pioneros mundiales reconocido internacionalmente. En 1943 fue elegido académico de número en la Real Academia de Farmacia con un discurso sobre la Importancia de la Enzimología y aplicaciones de las enzimas; en 1959 lo fue en la de Ciencias Exactas, Físicas y Naturales, donde ingresó en 1962 con el discurso En la era antibiótica. Fue autor de más de un centenar de publicaciones científicas y una cincuentena de conferencias que impartió por todo el mundo, desde la Academia de Ciencias de Nueva York, pasando por Estocolmo, Lisboa, Londres o París.

## Obras
- De Pasteur a Fleming. La Penicilina y los Antibióticos, antimicrobianos (1945)
- Les antibiotiques antimicrobiennes et la Pénicilline (1946)
- Contribución a la historia de la penicilina (1946)
- De Koch a Waksman. La Estreptomicina y la lucha contra el Mycobacterium tuberculosis (1948)
- Diez años de amistad con Sir Alexander Fleming (1961)
- Anatomía, Fisiología e Higiene Humanas y Zoología (1954)
- Biología para el Curso Preuniversitario (1967)